# Shōmu

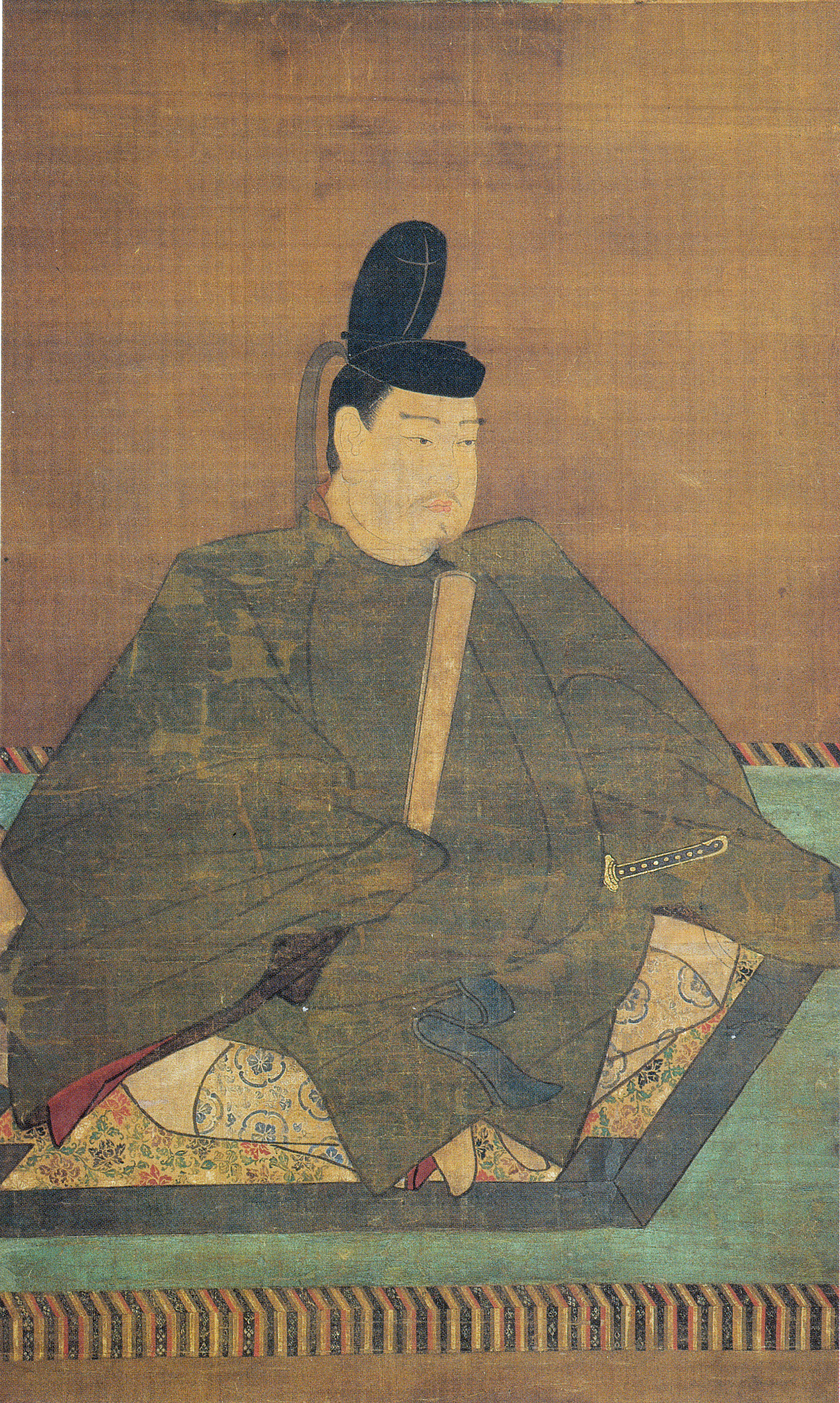
Shōmu.

Shōmu, född 701, död 4 juni 756 i Nara, var kejsare av Japan mellan 724 och 749. Han efterträdde sin faster på tronen, och efterträddes av sin dotter.